# Osmar, Șumen
Osmar (în bulgară Осмар) este un sat în comuna Veliki Preslav, regiunea Șumen,  Bulgaria. 

## Demografie
Componența etnică a satului Osmar
     Turci (4,29%)
     Bulgari (90,42%)
     Nicio identificare (5,28%)
     Altele (0%)
La recensământul din 2011, populația satului Osmar era de 303 locuitori. Din punct de vedere etnic, majoritatea locuitorilor (90,42%) erau bulgari, cu o minoritate de turci (4,29%). Pentru 5,28% din locuitori nu este cunoscută apartenența etnică.